# Whitney Shikongo
Whitney Houston de Abreu Shikongo (1995) é uma modelo angolana.
Witney Shikongo foi eleita Miss Angola 2014, representando o seu país no concurso Miss Universo 2015.